# Wachovia Financial Center
Wachovia Financial Center (dříve Southeast Financial Center a First Union Financial Center) je mrakodrap v Miami. Má 55 podlaží a výšku 233 metrů Výstavba probíhala v letech 1981 – 1984. Po svém dokončení v roce 1984 se stal až do roku 2003 nejvyšší budovou v Miami i na celé Floridě, poté byl překonán Four Seasons Hotel Miami. V dnešní době je tedy 2. nejvyšší mrakodrap ve městě i ve státě, ale je stále nejvyšší kancelářský mrakodrap v Miami i na Floridě. Dříve znám pod názvy Southeast Financial Center (1984-1992) a First Union Financial Center (1992-2003). Za designem budovy stojí architektonická firma Skidmore, Owings and Merrill. Budova disponuje 111 483 m2 převážně kancelářských prostor.

## Ocenění
V roce 1997 byl zpravodajskou firmou The Wall Street Journal zařazen do seznamu 50 nejlepších budov v USA. V letech 1990, 1996 a 1999 mu byla udělena cena TOBY za nejlepší budovu roku.